# Ричмонд-Гілл (Джорджія)
Ричмонд-Гілл (англ. Richmond Hill) — місто (англ. city) в США, в окрузі Браян штату Джорджія. Населення — 16 633 особи (2020).

## Географія
Ричмонд-Гілл розташований за координатами 31°56′3″ пн. ш. 81°18′32″ зх. д. / 31.93417° пн. ш. 81.30889° зх. д. (31.934092, -81.308908).  За даними Бюро перепису населення США в 2010 році місто мало площу 37,95 км², з яких 37,41 км² — суходіл та 0,54 км² — водойми. В 2017 році площа становила 42,51 км², з яких 41,08 км² — суходіл та 1,43 км² — водойми.

## Демографія
Згідно з переписом 2010 року, у місті мешкала 9281 особа в 3330 домогосподарствах у складі 2509 родин. Густота населення становила 245 осіб/км².  Було 3615 помешкань (95/км²).
Расовий склад населення:
| - 74,2 % — білих - 16,9 % — чорних або афроамериканців - 2,9 % — азіатів - 0,4 % — корінних американців - 0,2 % — вихідців з тихоокеанських островів - 1,8 % — осіб інших рас |

До двох чи більше рас належало 3,7 %. Частка іспаномовних становила 7,5 % від усіх жителів.
За віковим діапазоном населення розподілялося таким чином: 33,0 % — особи молодші 18 років, 59,5 % — особи у віці 18—64 років, 7,5 % — особи у віці 65 років та старші. Медіана віку мешканця становила 30,6 року. На 100 осіб жіночої статі у місті припадало 89,1 чоловіків;  на 100 жінок у віці від 18 років та старших — 81,8 чоловіків також старших 18 років.
Середній дохід на одне домашнє господарство  становив 71 656 доларів США (медіана — 62 607), а середній дохід на одну сім'ю — 77 200 доларів (медіана — 64 141). Медіана доходів становила 53 167 доларів для чоловіків та 35 223 долари для жінок. За межею бідності перебувало 13,2 % осіб, у тому числі 17,6 % дітей у віці до 18 років та 6,2 % осіб у віці 65 років та старших.
Цивільне працевлаштоване населення становило 4670 осіб. Основні галузі зайнятості: освіта, охорона здоров'я та соціальна допомога — 29,0 %, виробництво — 12,0 %, мистецтво, розваги та відпочинок — 10,7 %, будівництво — 10,3 %.